# Leptocera pseudooctisetosa
Leptocera pseudooctisetosa är en tvåvingeart som beskrevs av Oswald Duda 1925. Leptocera pseudooctisetosa ingår i släktet Leptocera och familjen hoppflugor. Inga underarter finns listade i Catalogue of Life.